# شیلا کنبی
شیلا کنبی (به انگلیسی: Sheila R. Canby) پژوهشگر هنر اسلامی اهل بریتانیا است. او برای نگارش کتاب عصر طلایی هنر ایران برگزیدهٔ جشنوارهٔ بین‌المللی فارابی شد.